# 段甲岭站
段甲岭站位于河北省廊坊市三河市段甲岭镇，是京哈铁路的一个车站，距北京站66公里，距哈尔滨站1183公里，现由北京铁路局唐山车务段管辖。该站目前办理客运和货运业务。京哈铁路在本站通过联络线与大秦铁路大石庄站接轨。

## 车站周边
- 段甲岭小学